# 帕利伊夫卡 (盧圖吉諾區)
48°14′5″N 39°24′49″E / 48.23472°N 39.41361°E
帕利伊夫卡（烏克蘭語：Паліївка）是位於烏克蘭東部的村莊，由盧甘斯克州卢甘斯克区的盧圖希內市鎮負責管轄。該村始建於1953年，面積0.14平方公里，海拔高度120米，2001年人口217，人口密度每平方公里1,550人。